# Nome, Alaska
Nome este un oraș în Nome Census Area al Statului Alaska. 
Nome este situat pe malul de sud al Peninsulei Seward, la gura râului Snake.
Regiunea Nome a fost folosită pentru vânat de către locuitorii Iñupiat timp de secole, dar nu a existat niciodată o așezare permanentă a lor. În 1889, norvegianul Jafet Lindeberg și suedezii Erik Lindblöm și John Brynteson au găsit aur în apropierea actualului Nome, care a fost începutul Goanei după aur din Nome (în 1896 a început Goana după aur din Klondike). Ca urmare, a fost creată o așezare care avea 10.000 de locuitori în 1899.
Incendiile mari din 1905 și 1934 și furtunile puternice din 1900, 1913, 1945 și 1974 au distrus arhitectura din goana aurului a orașului, din care nimic nu a supraviețuit.

## Trivia
Nome este destinația Iditarod, cea mai lungă cursă de câini de sanie din lume. Începe întotdeauna în prima sâmbătă din martie în Anchorage. Primele echipe ajung la destinație la 1500 km distanță (Nome) după nouă zile. Cursa amintește de echipele de sanie cu câini care transportau mărfuri și poștă de-a lungul traseului Iditarod la începutul anilor 1900. Dramaticul transport de ser pentru combaterea unei epidemii de difterie în Nome care a izbucnit în oraș în ianuarie 1925 este asociat și cu celebra cursă de sănii cu câini.

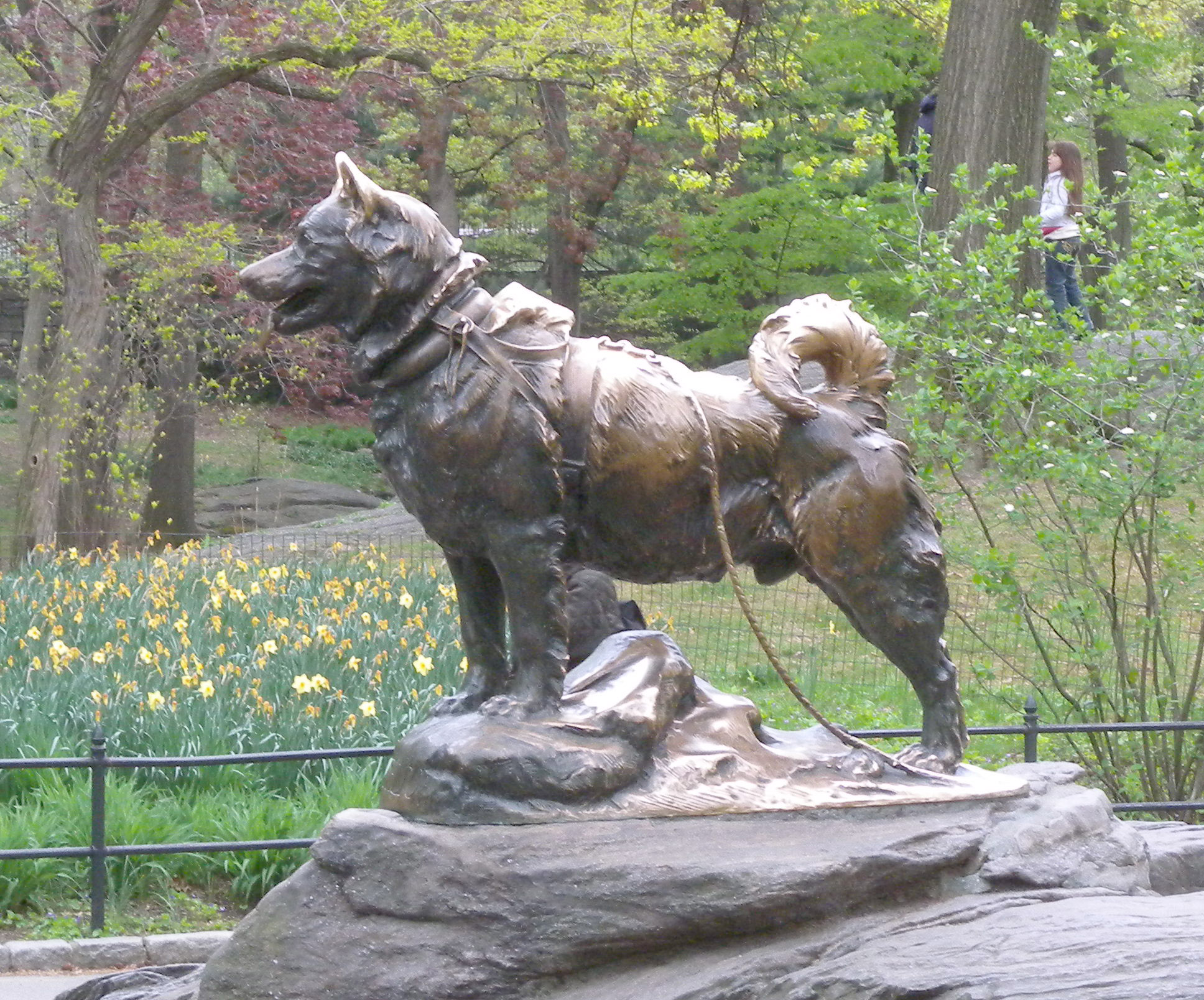
Monumentul lui Frederick Roth pentru Balto, câinele înaintaș al lui Gunnar Kaasen în ultima etapă a ștafetei, expus în Central Park din New York

Seria de cărți pentru copii Magic Tree House se concentrează pe operațiunea de transport a serului și a monumentului câinelui de sanie Balto din Central Park din New York. De asemenea, în filmul din 1995 Balto și sequelele sale, în care orașul este decorul principal.
De asemenea, acțiunea filmului Al patrulea gen are loc în orașul Nome. Filmul este despre o răpire extraterestră. Deși acțiunea este plasată în Nome, a fost filmat totuși în altă parte.